# Tagta
Tagta  este un oraș  în partea de nord a  Turkmenistanului, în provincia Dașoguz. Este reședința districtului Görogly.